# Benedetta Massola
Benedetta Massola Taliacarne (La Spezia, 18 marzo 1978) è un'attrice e showgirl italiana.

## Biografia
Figlia del nobile Aleramo dei baroni Massola Taliacarne (titolo concesso da S.M. Carlo Alberto al sen. Giuseppe Massola il 2 nov. 1839, D.M. di ricon. 16 ott. 1929) e di Luisa Camagni trascorre infanzia e adolescenza a Levanto nella riviera ligure di Levante, prima di trasferirsi a Milano per poter seguire le proprie inclinazioni artistiche. Dopo essere entrata a soli 14 anni nel mondo della pubblicità e della moda, grazie alla vittoria dell'edizione 1992 del concorso di bellezza Bellissima, Benedetta firma un contratto e posa per giornali come Elle e Marie Claire in Italia e all'estero.
Tra il 1999 e il 2001 diventa popolare tra il pubblico televisivo grazie alla partecipazione come letterina al programma TV Passaparola, in onda quotidianamente su Canale 5 e condotto da Gerry Scotti. Nel giugno 2000, insieme ad altre ex-vincitrici di Bellissima, affianca Gerry Scotti nella conduzione di Bellissima d'Italia sempre su Canale 5. In televisione al fianco di Massimo De Luca nella edizione 2001-2002 di Pressing Champions League su Italia 1 e in Senza rete, trasmissione sportiva di Rete 4 condotta da Paolo Liguori, Maurizio Mosca, Alfonso Signorini e Monica Vanali.
Nel 2001 partecipa al film Sottovento! di Stefano Vicario e viene scelta come protagonista del "calendario 2002" della rivista GenteViaggi. Dal dicembre 2002 all'ottobre 2003 è una delle presentatrici scelte da Emilio Fede che si alternano alla conduzione del rotocalco televisivo Sipario del TG4 sul mondo dello spettacolo e la cronaca rosa in onda su Rete 4 alle 19.30 circa; nello stesso periodo è anche annunciatrice televisiva di Rete 4, in sostituzione di Emanuela Folliero passata momentaneamente a Rai 2 in quel periodo (2002-2003) per partecipare (con scarso successo) al Paolo Limiti Show in prima serata.
Compare anche nei video musicali dei brani L'amore è un fiore di Paolo Vallesi e Goodbye di Alexia, entrambi del 1999; nella sua carriera recita in diversi spot pubblicitari, tra cui quelli della De Agostini del 2003, di Poste Italiane del 2004 e della Daikin nel 2008. Dopo piccole partecipazioni dal 2002 al 2004 alla sitcom Casa Vianello, la sua carriera nel 2005 svolta in direzione della fiction TV. Infatti è fra gli interpreti della serie Incantesimo 8, partecipa ad un episodio delle miniserie Nebbie e delitti e Una famiglia in giallo ed è tra i protagonisti di Un ciclone in famiglia, in cui è Lisa Fumagalli, ruolo che interpreterà anche nelle altre tre edizioni successive, in onda dal 2006 al 2008.

### Vita privata
L'11 ottobre 2015 sposa Jean Sebastién Decaux, suo fidanzato da otto anni, all'abbazia di Sant'Antimo a Montalcino. La coppia ha una figlia.

## Filmografia

### Cinema
- Sottovento, regia di Stefano Vicario (2001)

### Televisione
- Casa Vianello – sitcom, episodi Balla balla ballerina e Raimondo giovane attore (2002-2004)
- Una famiglia in giallo – serie TV, episodio 1x03 (2005)
- Un ciclone in famiglia – serie TV (2005-2008)
- Incantesimo 8, regia di Ruggero Deodato e Tomaso Sherman – soap opera (2005)
- Nebbie e delitti – serie TV, episodio 1x02 (2005)
- E poi c'è Filippo, regia di Maurizio Ponzi – miniserie TV (2006)
- Terapia d'urgenza – serie TV (2008) - guest star
- Un amore e una vendetta, regia di Raffaele Mertes – miniserie TV (2011)

## Teatro
- The taming of the shrew – versione in inglese de La bisbetica domata (1997)

## Programmi TV
- Bellissima (Canale 5, 1992) – concorrente
- Passaparola (Canale 5, 1999-2001) – letterina
- Bellissima d'Italia (Canale 5, 2000) – valletta
- Pressing Champions League (Rete 4, 2001-2002) – co-conduttrice
- Senza rete (Rete 4, 2001-2002) – co-conduttrice
- Sipario del TG4 (Rete 4, 2002-2003) - Conduttrice
- Annunciatrice (Rete 4, 12 gennaio-28 giugno 2003)

## Videoclip
- L'amore è un fiore di Paolo Vallesi (1999)
- Goodbye di Alexia (1999)

## Campagne pubblicitarie
- Fabia – spot TV (1999)
- 2000 speranze – spot TV (2000)
- Levoni – spot TV (2000-2001)
- De Agostini – spot TV (2003)
- Poste Italiane – spot TV (2003)
- Daikin – spot TV (2008)